# Vordingborgdagen
|  | Denne artikel er oprettet af botten Steenthbot ud fra en ekstern database. Den kan derfor have sproglige fejl eller mangler. Denne skabelon kan fjernes efter kontrol af indholdet. |

Vordingborgdagen er en dansk dokumentarisk optagelse fra 1935.

## Handling
Optagelser fra Vordingborgdagen i 1935: Fodboldkamp mellem skorstensfejere og bagere på voldterrænet, optog gennem byen, ringridning, markedsplads med blandt andet tombola, fyrværkeri, tale af borgmester Lohff-Rasmussen, brand- og militærøvelser på voldterrænet.